# 托兰库尔
托兰库尔（法語：Tollaincourt，法語發音：[tɔlɛ̃kuʁ] ⓘ）是法国大東部大區孚日省的一个市镇，属于讷沙托区。2017年，市镇罗库尔并入托兰库尔。

## 地理
托兰库尔（48°5'48"N, 5°44'6"E）面积14.13 平方千米，位于法国大東部大區孚日省，该省份为法国东北部内陆省份，北起默兹省和默尔特-摩泽尔省，西接上马恩省，南至上索恩省和贝尔福地区省，东临上莱茵省和下莱茵省。
与托兰库尔接壤的市镇（或旧市镇、城区）包括：布莱万库尔、穆宗河畔罗济耶尔、维洛特、拉马什、罗曼欧布瓦、当布兰。
托兰库尔的时区为UTC+01:00、UTC+02:00（夏令时）。

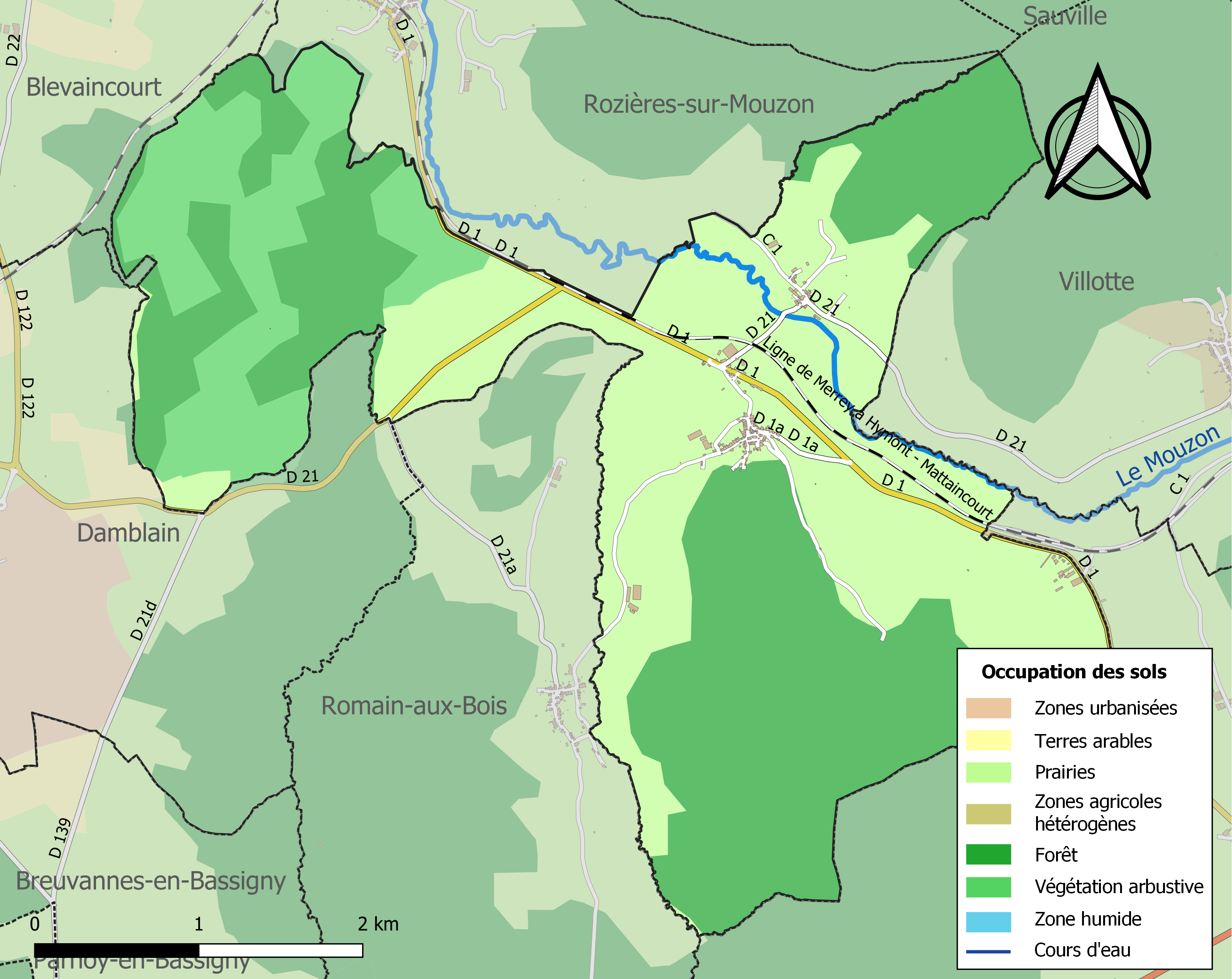
托兰库尔的OSM定位图

## 行政
托兰库尔的邮政编码为88320，INSEE市镇编码为88475。

## 政治
托兰库尔所属的省级选区为达尔内县。

## 人口

1962-2008年间托兰库尔人口变化图示

托兰库尔于2022年1月1日时的人口数量为117人。